# باربارا کاپل
باربارا کاپل (انگلیسی: Barbara Kopple؛ زادهٔ ۳۰ ژوئیهٔ ۱۹۴۶) یک تهیه‌کننده، و کارگردان اهل ایالات متحده آمریکا است. فیلم او هارلن کانتی، آمریکا برنده جایزه اسکار بهترین فیلم مستند شده است. از فیلم‌ها یا برنامه‌های تلویزیونی که وی در آن نقش داشته است می‌توان به این تیرگی‌های شگفت‌انگیز اشاره کرد. وی همچنین برنده جوایزی همچون کمک هزینه گوگنهایم و جایزه انجمن کارگردانان آمریکا شده است.